# فرانسوا کارکو
فرانسوا کارکو (به فرانسوی: François Carcopino-Tusoli - Francis Carco) نویسنده، شاعر، روزنامه‌نگار و ترانه‌سرا قرن نوزدهم میلادی اهل فرانسه است.